# Маунт-Пенн (Пенсільванія)
Маунт-Пенн (англ. Mount Penn) — місто (англ. borough) в США, в окрузі Беркс штату Пенсільванія. Населення — 3240 осіб (2020).

## Географія
Маунт-Пенн розташований за координатами 40°19′43″ пн. ш. 75°53′23″ зх. д. / 40.32861° пн. ш. 75.88972° зх. д. (40.328583, -75.889716).  За даними Бюро перепису населення США в 2010 році місто мало площу 1,11 км², уся площа — суходіл.

## Демографія
Згідно з переписом 2010 року, у селищі мешкало 3106 осіб у 1252 домогосподарствах у складі 806 родин. Густота населення становила 2790 осіб/км².  Було 1341 помешкання (1205/км²).
Расовий склад населення:
| - 84,3 % — білих - 4,3 % — чорних або афроамериканців - 1,3 % — азіатів - 0,5 % — корінних американців - 6,4 % — осіб інших рас |

До двох чи більше рас належало 3,2 %. Частка іспаномовних становила 14,1 % від усіх жителів.
За віковим діапазоном населення розподілялося таким чином: 25,0 % — особи молодші 18 років, 63,4 % — особи у віці 18—64 років, 11,6 % — особи у віці 65 років та старші. Медіана віку мешканця становила 35,9 року. На 100 осіб жіночої статі у селищі припадало 92,3 чоловіків;  на 100 жінок у віці від 18 років та старших — 88,7 чоловіків також старших 18 років.
Середній дохід на одне домашнє господарство  становив 56 146 доларів США (медіана — 47 750), а середній дохід на одну сім'ю — 65 315 доларів (медіана — 61 000). Медіана доходів становила 56 343 долари для чоловіків та 37 172 долари для жінок. За межею бідності перебувало 11,2 % осіб, у тому числі 17,0 % дітей у віці до 18 років та 5,4 % осіб у віці 65 років та старших.
Цивільне працевлаштоване населення становило 1470 осіб. Основні галузі зайнятості: виробництво — 19,0 %, освіта, охорона здоров'я та соціальна допомога — 17,4 %, роздрібна торгівля — 14,5 %.